# Will a Grace
Will a Grace (v anglickém originále Will & Grace) je americký komediální televizní seriál, který je vysílán od roku 1998 na stanici NBC. V Česku jej vysílají stanice TV Prima a Nova Fun. Seriál se odehrává v New Yorku a hlavními hrdiny jsou gay – právník Will Truman a jeho nejlepší přítelkyně Grace Adlerová – heterosexuální Židovka, interiérová designérka. Po boku jim sekundují Karen Walkerová – Graceina asistentka, která je velmi bohatá, pracuje jen pro zábavu – tak vlastně vůbec nepracuje a jen sedí a Jack McFarland – výstřední homosexuál s vysokými nároky (hlavně finančními).
Will a Grace se stal prvním televizním seriálem, který byl postaven na tom, že jedna nebo více z hlavních postav je homosexuální orientace. Je zároveň nejúspěšnějším seriálem tohoto druhu, ačkoli byl kritizován za své specifické zobrazení gayů. Během své osmileté existence získal 83 nominací na Emmy a šestnáctkrát ji vyhrál.
Seriál byl ukončen po osmi řadách v roce 2006. V roce 2017 stanice NBC seriál Will a Grace obnovila a ještě před premiérou deváté řady objednala desátou sérii. Dne 25. července 2019 bylo oznámeno, že jedenáctá řada bude poslední řadou seriálu.

## Hlavní postavy
- Will Truman (Eric McCormack) – gay, právník, neurotik, nejlepší přítel Grace, mnoho lidí o nich říká, že jsou spíše jako pár, než jako nejlepší přátelé, chodili spolu na univerzitě, než Will potkal Jacka a zjistil, že je gay
- Grace Adlerová (Debra Messing) – designérka interiérů, nejlepší přítelkyně Willa
- Jack McFarland (Sean Hayes) – gay, „herec“, jeden z Willových přátel, dobrý přítel Karen Walkerové
- Karen Walkerová (Megan Mullally) – alkoholická manželka tlustého milionáře Stanleyho Walkera (nikdy v seriálu nebyl vidět), „pracuje“ jako asistentka v Gracině firmě, dokáže být velmi necitlivá
- Rosario Salazarová (Shelley Morrison) – Karenina služebná, často se spolu hádají, ale většina z těchto hádek skončí objetím, na oko byla jednu dobu provdaná za Jacka McFarlanda kvůli zelené kartě na pobyt v USA

## Seznam dílů

### První řada
- 1×01 – Pilot (Pilot)
- 1×02 – Půjčka na život (A New Lease on Life)
- 1×03 – Případ pro cvokaře (Head Case)
- 1×04 – Harlinův nový byt (Between a Rock and Harlin’s Place)
- 1×05 – Halloween (Boo! Humbug)
- 1×06 – Will mlží (William, Tell)
- 1×07 – Will versus vůle (Where There’s a Will, There’s No Way)
- 1×08 – Realita (The Buying Game)
- 1×09 – Šachy s šachtou (The Big Vent)
- 1×10 – Pravda o Willovi a psech (The Truth About Will and Dogs)
- 1×11 – Will na ledě (Will on Ice)
- 1×12 – Soužení se služebnou (My Fair Maid-y)
- 1×13 – Proč by sis mě nevzal? (The Unsinkable Mommy Adler)
- 1×14 – Velký bratr 1/2 (Big Brother Is Coming 1)
- 1×15 – Velký bratr 2/2 (Big Brother Is Coming 2)
- 1×16 – Tvůj, můj nebo náš? (Yours, Mine or Ours)
- 1×17 – Tajnosti a svody (Secrets and Lays)
- 1×18 – Náhradní Grace (Grace, Replaced)
- 1×19 – Will posiluje (Alley Cats)
- 1×20 – Willova záchrana (Saving Grace)
- 1×21 – Lovci (Will Works Out)
- 1×22 – Objekt mého odmítání (Object of My Rejection)

### Druhá řada
- 2×01 – Hádej, kdo nepřijde na večeři (Guess Who’s Not Coming to Dinner)
- 2×02 – Volby (Election)
- 2×03 – Prsy Graceiny (Das Boob)
- 2×04 – Čí je to vlastně matka (Whose Mom Is It, Anyway?)
- 2×05 – Polk vítězí nad Trumanem (Polk Defeats Truman)
- 2×06 – Sloužit a desinfikovat (To Serve and Disinfect)
- 2×07 – Sex, lži a svátky (Homo for the Holidays)
- 2×08 – Cena za zaměstnání (Terms of Employment)
- 2×09 – Život není žádná olivová zahrada (I Never Promised You an Olive Garden)
- 2×10 – Zaměstnanec paní Walkerové (Tea and a Total Lack of Sympathy)
- 2×11 – Sémě nesouladu (Seeds of Discontent)
- 2×12 – Na psychoterapii (He’s Come Undone)
- 2×13 – Tatínku, ubohý tatínku (Oh Dad, Poor Dad, He’s Kept Me in the Closet and I’m So Sad)
- 2×14 – Polibek (Acting Out)
- 2×15 – Dobrá rada nad zlato (Advise and Resent)
- 2×16 – To přebolí (Hey La, Hey La, My Ex-Boyfriend’s Back)
- 2×17 – Nemocnice na kraji Manhattenu (The Hospital Show)
- 2×18 – Slasti a strasti charity (Sweet (and Sour) Charity)
- 2×19 – Špatně utajený poměr (An Affair to Forget)
- 2×20 – Dámy, dejte si pauzu (Girls, Interrupted)
- 2×21 – Graceino prozření (There But for the Grace of Grace)
- 2×22 – Jack podnikatel (My Best Friend’s Tush)
- 2×23 – Komu patří Ben? 1/2 (Ben? Her? 1)
- 2×24 – Komu patří Ben? 2/2 (Ben? Her? 2)

### Třetí řada
- 3×01 – Návrat z ostrovů (New Will City)
- 3×02 – Tři v jednom bytě (Fear and Clothing)
- 3×03 – Rodičovství a pochybnosti (Husbands and Trophy Wives)
- 3×04 – Dívčí starosti (Girl Trouble)
- 3×05 – Jackova show (Grace 0, Jack 2000)
- 3×06 – Dvě plus jeden (Love Plus One)
- 3×07 – Cher osobně (Gypsies, Tramps and Weed)
- 3×08 – Takoví jsme byli 1/2 (Lows in the Mid-Eighties 1)
- 3×09 – Takoví jsme byli 2/2 (Lows in the Mid-Eighties 2)
- 3×10 – Šestiprstý Mark (Three’s a Crowd, Six Is a Freak Show)
- 3×11 – Will a Grace na svatbě (Coffee & Commitment)
- 3×12 – Will a Grace nekupují byt (Swimming Pools… Movie Stars)
- 3×13 – Grace ve stavu nervového zhroucení (Crazy in Love)
- 3×14 – Bratři jak se (ne)patří (Brothers, a Love Story)
- 3×15 – Bůh není blázen (My Uncle the Car)
- 3×16 – Smilníci 1/2 (Cheaters 1)
- 3×17 – Smilníci 2/2 (Cheaters 2)
- 3×18 – Psí láska (Mad Dogs and Average Men)
- 3×19 – Falešní hráči (Poker? I Don’t Even Like Her)
- 3×20 – Klavír do každé rodiny (An Old-Fashioned Piano Party)
- 3×21 – Mladí a netaktní (The Young and the Tactless)
- 3×22 – Alice už tady nešišlá (Alice Doesn’t Lisp Here Anymore)
- 3×23 – Poslední z divných milenců (Last of the Really Odd Lovers)
- 3×24 – Synové a milenci 1/2 (Sons and Lovers 1)
- 3×25 – Synové a milenci 2/2 (Sons and Lovers 2)

### Čtvrtá řada
- 4×01 – Páté kolo u vozu (The Third Wheel Gets the Grace)
- 4×02 – Kdo má lepší dárek (Past and Presents)
- 4×03 – Nalezený otec, ztracený manžel (Crouching Father, Hidden Husband)
- 4×04 – Blues o svobodě (Prison Blues)
- 4×05 – Zaručené rady pro vztah, který se hroutí (Loose Lips Sink Relationships)
- 4×06 – Pravidla zasnoubení (Rules of Engagement)
- 4×07 – Jak utěšit Grace (Bed, Bath and Beyond)
- 4×08 – Volební dilema (Star-Spangled Banter)
- 4×09 – Anti-rodinné svátky 1/2 (Moveable Feast 1)
- 4×10 – Anti-rodinné svátky 2/2 (Moveable Feast 2)
- 4×11 – Plány nejen obchodní (Stakin’ Care of Business)
- 4×12 – Vánoční snahy (Jingle Balls)
- 4×13 – Teplokrevník (Whoa, Nelly!)
- 4×14 – Grace v lochu (Grace in the Hole)
- 4×15 – Snadná barva, nesnadná svatba (Dyeing Is Easy, Comedy Is Hard)
- 4×16 – Jak je důležité býti gayem (A Chorus Lie)
- 4×17 – Tajemství Karen Walkerové (Someone Old, Someplace New)
- 4×18 – Jaká matka, taková Keren (Something Borrowed, Someone’s Due)
- 4×19 – Dvě nevěry a jeden rozvod (Cheatin’ Trouble Blues)
- 4×20 – Will má na zahrádce trpaslíka (Went to a Garden Potty)
- 4×21 – Elliotova velká chvíle (He Shoots, They Snore)
- 4×22 – Svatební šílení (Wedding Balls)
- 4×23 – Žhavá přitažlivost (Fagel Attraction)
- 4×24 – Hokus pokus (Hocus Focus)
- 4×25 – Cesta za nesplněným snem (A Buncha White Chicks Sittin’ Around Talkin’)
- 4×26 – Umělé oplodnění 1/2 (A.I.: Artificial Insemination 1)
- 4×27 – Umělé oplodnění 2/2 (A.I.: Artificial Insemination 2)

### Pátá řada
- 5×01 – Princ na bílém koni (And the Horse He Rode in On)
- 5×02 – Muž a jeho stín (Bacon and Eggs)
- 5×03 – Will a Grace nebudou mít dítě (The Kid Stays Out of the Picture)
- 5×04 – Jako na trampolíně (Humongous Growth)
- 5×05 – Nová Grace (It’s the Gay Pumpkin, Charlie Brown)
- 5×06 – Můj dům, moje auto (Boardroom and a Parked Place)
- 5×07 – Přátelé, nebo rodiče? (The Needle and the Omelet’s Done)
- 5×08 – Poněkud zvláštní svatba 1/2 (Marry Me a Little, Marry Me a Little More 1)
- 5×09 – Poněkud zvláštní svatba 2/2 (Marry Me a Little, Marry Me a Little More 2)
- 5×10 – Konec líbánek (The Honeymoon’s Over)
- 5×11 – Koleda, koleda (All About Christmas Eve)
- 5×12 – Willův gól (Field of Queens)
- 5×13 – Jak býti gayem (Fagmalion 1: Gay It Forward)
- 5×14 – Cesta do Afriky (Fagmalion 2: Attack of the Clones)
- 5×15 – Srabi ven! (Homojo)
- 5×16 – Ženy a děti jako první (Women and Children First)
- 5×17 – Sbohem, vousáči (Fagmalion 3: Bye Bye Beardy)
- 5×18 – Ten, který mě miloval (Fagmalion 4: The Guy Who Loved Me)
- 5×19 – Klub osamělých srdcí (Sex, Losers & Videotape)
- 5×20 – Narozeninový Leo (Leo Unwrapped)
- 5×21 – Údolí závislosti (Dolls and Dolls)
- 5×22 – Karen se rozvádí (May Divorce Be with You)
- 5×23 – Poslední vůle (23)
- 5×24 – Sbohem, Stane (24)

### Šestá řada
- 6×01 – Dobrodružství na lodi (Dames at Sea)
- 6×02 – Poslední útěk do Brooklynu (Last Ex to Brooklyn)
- 6×03 – Nesuď, nechceš-li být souzen (Home Court Disadvantage)
- 6×04 – Já a pan Jones (Me and Mr. Jones)
- 6×05 – Jack na soutěži (A-Story, Bee-Story)
- 6×06 – Nečekané setkání v hotelu Knickerbocker (Heart Like a Wheelchair)
- 6×07 – Bílá mu sluší (Nice in White Satin)
- 6×08 – Paní učitelce s láskou (Swimming from Cambodia)
- 6×09 – Karen versus Candice (Strangers with Candice)
- 6×10 – Fanoušci (Fanilow)
- 6×11 – Náhodné mrzutosti (The Accidental Tsuris)
- 6×12 – Pracháč a zajíček (A Gay/December Romance)
- 6×13 – Zmrzlinová útěcha (Ice Cream Balls)
- 6×14 – Pravý muž pro Willa (Looking for Mr. Good Enough)
- 6×15 – Byt na kšeft 1/2 (Flip-Flop 1)
- 6×16 – Byt na kšeft 2/2 (Flip-Flop 2)
- 6×17 – East Side Story (East Side Story)
- 6×18 – Kdo seje vítr… (Courting Disaster)
- 6×19 – Žádný sex ve městě (No Sex ‘N’ the City)
- 6×20 – My dva a Vince (Fred Astaire and Ginger Chicken)
- 6×21 – Tatínkovi jsem manikúru nikdy nedělal (I Never Cheered for My Father)
- 6×22 – Nepronesený projev (Speechless)
- 6×23 – Jedna svatba a dva rozchody 1/2 (I Do)
- 6×24 – Jedna svatba a dva rozchody 2/2 (Oh, No, You Di-in’t)

### Sedmá řada
- 7×01 – Nedávej si sečuánské hovězí, když je ti po něm zle (FYI: I Hurt, Too)
- 7×02 – Taneční soutěž (Back Up, Dancer)
- 7×03 – Jsem Grace a nejsem alkoholička (One Gay at a Time)
- 7×04 – Nový soused (Company)
- 7×05 – Klíčový klíč (Key Party)
- 7×06 – Záchranná akce (The Newlydreads)
- 7×07 – Nikdy ho nebudeš mít (Will & Grace & Vince & Nadine)
- 7×08 – Graceino výročí 1/2 (Saving Grace 1)
- 7×09 – Graceino výročí 2/2 (Saving Grace 2)
- 7×10 – Perfektní Díkůvzdání 1/2 (Queens for a Day 1)
- 7×11 – Perfektní Díkůvzdání 2/2 (Queens for a Day 2)
- 7×12 – Střepy přinášejí štěstí (Christmas Break)
- 7×13 – Hlasování (Board Games)
- 7×14 – Will partnerem a bez partnera (Partners)
- 7×15 – Jak zničit Karen (Bully Woolley)
- 7×16 – Ples na svatého Valentýna (Dance Cards & Greeting Cards)
- 7×17 – Když ptáčka lapají… (The Birds and the Bees)
- 7×18 – Lidé všech pohlaví, spojte se (The Fabulous Baker Boy)
- 7×19 – Jackův dům (Sour Balls)
- 7×20 – Blonďatá vůdkyně slepých (The Blonde Leading the Blind)
- 7×21 – Taťkův svět (It’s a Dad, Dad, Dad, Dad World)
- 7×22 – Graceina závěť (From Queer to Eternity)
- 7×23 – Staré lásky, noví přátelé (Friends with Benefits)
- 7×24 – Šokující odhalení (Kiss and Tell)

### Osmá řada
- 8×01 – Zmrtvýchvstání Stana Walkera (Alive and Schticking)
- 8×02 – Karen a Will boří zdi (I Second That Emotion)
- 8×03 – Will se učí plavat (The Old Man and the Sea)
- 8×04 – Desátá výroční úžasná noc her (Steams Like Old Times)
- 8×05 – Podzimní karneval (The Hole Truth)
- 8×06 – Láska nebeská (Love Is in the Airplane)
- 8×07 – Zachraňte tučňáky (Birds of a Feather Boa)
- 8×08 – Ožehavé situace (Swish Out of Water)
- 8×09 – Teplé svátky Vánoční (A Little Christmas Queer)
- 8×10 – V pasti muzikálu (Von Trapped)
- 8×11 – Záchodový humor (Bathroom Humor)
- 8×12 – Zakázané ovoce (Forbidden Fruit)
- 8×13 – Pod falešnou identitou (Cop to It)
- 8×14 – Nabídka k sňatku (I Love L. Gay)
- 8×15 – Píseň pro nevěstu (The Definition of Marriage)
- 8×16 – Velké naděje, velká zklamání (Grace Expectations)
- 8×17 – Divoký západ a Střední východ (Cowboys and Iranians)
- 8×18 – Karen chce dítě (Buy, Buy Baby)
- 8×19 – Přikrývky a omluvy (Blanket Apology)
- 8×20 – Will má smutek (The Mourning Son)
- 8×21 – Kurs předporodní přípravy (Partners ‘n’ Crime)
- 8×22 – Co se vlastně stalo s Baby Gin? (Whatever Happened to Baby Gin?)
- 8×23 – Finále 1 (The Finale 1)
- 8×24 – Finále 2 (The Finale 2)

## Popis jednotlivých dílů

### První řada
1×01 Pilot (Pilot aka "Love and Marriage")
Grace dostane nečekanou nabídku k sňatku od svého přítele Dannyho. Gracein nejlepší přítel Will jí řekne, že myslí, že to není dobrý nápad vzít si Dannyho. Grace se s Willem pohádá, chystá si rychle Dannyho vzít na radnici (aby to nikdo nevěděl), ale záhy si to rozmyslí a nejdříve Willovu vyčte, že ji přemluvil, aby si Dannyho nebrala, ale nakonec se s Willem udobří.
1×02 Půjčka na život (A New Lease on Life)
Grace se rozešla s Dannym. Danny je pryč z New Yorku a Will přemlouvá Grace, ať se odstěhuje z Dannyho bytu. Grace dostala nápad, že by mohla bydlet u Willa, protože má v bytě jeden volný pokoj. Willovi se to zrovna nezdá a tak Grace radši nabídne, že jí pomůže najít byt. Grace si najde byt v Brooklynu, což se Willovi nezdá, protože považuje Brooklyn za „Gangsterskou čtvrť“ a také najde Graceinu, pro ni nevýhodnou, nájemní smlouvu. Will pochopí, že neměl Grace odmítout a tak jí tedy nabídne pokoj ve svém bytě. Grace jeho nabídku nechápe, protože ji nejdřív nechtěl ve svém bytě, ale ještě téhož večera se Grace dostaví k Willovi do bytu s kufry a bez jakýchkoliv slov a s úsměvěm na rtech si ty kufry odnese do volného pokoje. Will se na ni podívá a jeho výraz ve tváři prozrazuje radost.
1×03 Případ pro cvokaře (Head Case) Příběh tohoto dílu se točí kolem dvou koupelen ve Willově bytě. Will má velkou prostornou koupelnu obkládanou mramorem a Grace má malinkou koupelnu, kde se sotva otočí. A tak se Grace, jako interiérová návrhářka, rozhodne navrhnout Willovi, že mezi oběma koupelnami zruší příčku a vznikne tak jedna velká. Will nemá námitky, ale když jednoho brzkého dne přijde domů a vidí, že z příčky z byly jen nosné dřevěné palubky palubky s dráty elektroinstalace je velmi překvapen. Druhý den se oba sejdou v „nové“ koupelně ve stejnou dobu a každý má svůj způsob hygieny – Will si rád při holení zpívá a to Grace přijde směšné. Willovi začne společná koupelna (a další upravené věci v bytě) vadit, protože si myslí, že mu předělává život. Grace nechápe proč souhlasil s přestavbou koupelny, když mu to vadí a pohádají se. Will se chce udobřit a taky řekne Grace, že místo zrušení příčky v koupelně by bylo lepší ji jen posunout, aby byly koupelny stejně velké. Grace souhlasí.
1×04 Harlinův nový byt (Between a Rock and Harlin’s Place) Willův nejlepší klient Harlin si koupil nový byt a Will mu slíbil, že mu ho Grace zařídí. Will to oznámí Grace, ale ta nesouhlasí, protože Will vždy šaptně komentuje její práci pro jeho známé. Will ji nakonec přemluví. Jack představuje v kabaretním klubu Duplex svoji show „Já Jack“. Grace zařídí prozatím Harlinovi pouze obývák, aby měl představu kam směřuje s designem. Říká tomu design „Texas vs. New York“. Harlin se přijde s Willem podívat a Will samozřejmě vše špatně okomentuje. Harlin vyhodí Grace. Will si myslí, že protože odvedla špatnou práci, Grace si myslí, protože Will začal do její práce kafrat. Harlin se Willovi přizná, že ji vyhodil, protože viděl jak se hádají a nechtěl, aby jejich přátelství skončilo kvůli němu. Will to řekne Grace a ta ho písemně donutí slíbit, že nebude dál kafrat.
1×05 Halloween (Boo! Humbug) Will a Grace Halloween neslaví. Jack a Karen jdou ale slavit svátek do ulice New Yorku. Harlin musí do Bostonu kvůli obchodu, a tak odloží na Halloween svoje děti k Willovi a Grace. Will s Grace chodí s dětmi koledovat po jejich domě. Vůbec je to nebaví, nakonec začnou směňovat mezi sebou vykoledované sladkosti. Když si Harlin přijde vyzvednout děti, Will a Grace si uvědomí, že Halloween není zase tak špatné slavit.